# Wasilewiczy (obwód mohylewski)
Wasilewiczy (biał. Васілевічы; ros. Василевичи, pol. hist. Wasilewicze) – wieś na Białorusi, w obwodzie mohylewskim, w rejonie mohylewskim, w sielsowiecie Suchary.
Wieś Wasilewicze ekonomii mohylewskiej w drugiej połowie XVII wieku. 
W XIX w. folwark należący do Wojejkowych. Do 1917 położone były w Rosji, w guberni mohylewskiej, w powiecie czauskim. Następnie w granicach Związku Sowieckiego. Od 1991 w niepodległej Białorusi.